# David Batty
David Batty (født 2. december 1968 i Leeds, England) er en tidligere engelsk fodboldspiller, der spillede som midtbanespiller hos Leeds United, Blackburn Rovers og Newcastle United i sit hjemland. Bedst husket er han for sine i alt 12 sæsoner hos Leeds, som han blev engelsk mester med i 1992 og var med til at føre frem til semifinalerne i Champions League i år 2000. Efter skiftet til Blackburn vandt han i 1995 sit andet mesterskab.

## Landshold
Batty nåede gennem sin karriere at spille 42 kampe for Englands landshold. Han var en del af den engelske trup der nåede semifinalerne til EM i 1992 i Sverige, samt VM i 1998 i Frankrig.

## Titler
Engelske Mesterskab
- 1992 med Leeds United
- 1995 med Blackburn Rovers